# 阿貝達戰役 (851年)
第一次阿貝達戰役發生於851年的阿貝達附近，交戰雙方分別是支持哥多華埃米爾國的穆薩·伊本·穆薩帶領的伊斯蘭軍，以及基督徒阿斯圖里亞斯王國可能的盟友，來自西法蘭克的法蘭克與加斯科涅聯軍，穆薩·伊本·穆薩是卡希家族的首領，也是圖德拉的統治者，他與阿斯圖里亞斯王國之間是長久以來的宿敵。戰爭的攻擊方可能是伊斯蘭軍，也是戰爭最後的勝利方。這場戰役通常會與阿斯圖里亞斯的奧多尼奧一世打壓巴斯克人起事連結在一起，可能也與某位法蘭克與加斯科涅領導者被俘虜有關。過去本戰役曾與蒙特拉圖塞戰役混淆，同樣發生在阿貝達附近，其發生時間則是859或860年。
根據伊本·哈延的記錄，在伊斯蘭曆237年（西元851或852年），也就是伊尼哥·阿里斯塔去世的同一年，穆薩·伊本·穆薩在戰役中擊敗加斯科涅（Glaskiyyun）於阿貝達的城牆下。在戰役的首日穆薩遭受巨大的損失，並且他自身受到35次長矛的攻擊。次日穆薩發動反擊，並且使加斯科涅軍被迫撤退。根據伊本·艾西爾的說法，伊斯蘭軍在851年入侵基督徒的領土，而且在「阿拜達」（Albaida）贏得大勝利，穆薩的名聲很快便傳回了安达卢斯。「阿方索三世史書」記載了穆薩指揮他的軍隊與「法蘭克人與高盧人」對戰，殺敵無數並且四處掃蕩。851年加斯科涅出現在阿貝達可以解釋他們是為了要報穆薩過去攻擊庇里牛斯山北部之仇，自從那時穆薩已與加斯科涅南邊的鄰國潘普洛納王國結盟。
在851年，阿斯圖里亞斯的奧多尼奧一世繼承王位的隔年，他鎮壓了一場他巴斯克臣民的起事。在此行動他的軍隊跨越到了厄波羅河的另一岸，並且根據「阿方索三世史書」的記載，他在「上帝的幫助之下」迫使「迦勒底人」（對穆斯林的狡詐稱呼）潰逃。在此之後，「史書」加述，巴斯克人臣服了。這場與穆斯林的遭遇戰可能與伊本·哈延、伊本·艾西爾記錄的事件相同（年份相同）。可能就在阿貝達的附近，穆薩可能指揮伊斯蘭軍作戰，而奧多尼奧的加斯科涅盟軍，可能就是在此時被召喚來幫助鎮壓巴斯克人（先被穆斯林擊潰）的暴動，此時又再度被奧多尼奧擊潰。在之前阿斯圖里亞斯與加斯科涅可能已有親密連結：奧多尼奧的親戚阿方索二世，曾與加斯科涅的維拉斯科結盟，並且加斯科涅人在數次的起事中可能都曾尋求阿斯圖里亞斯的支援，甚至向阿斯圖里亞斯稱臣，如同一份867年的亞拉岡文件中可能記載的。
「阿方索三世史書」記載，在851年的阿貝達戰役之後，因為戰爭的手段，以及為了背叛，穆薩俘虜了兩位法蘭克的領導人桑喬與艾梅儂， 他將他們關進地牢。桑喬與艾梅儂被抓到的日期沒有記錄，但是桑喬自從855年後就突然從加斯科涅消失，他的姪兒，艾梅儂的兒子亞諾在此時繼承公爵爵位。伊本·艾西爾、伊本·伊德哈里與伊本·赫勒敦有記載在855、856年穆薩發起遠征攻打西班牙邊疆區。反過來說可能桑喬與艾梅儂是在851年的遭遇戰被抓的，因為加斯克涅是當時穆薩的對手，或者是在852年，「王家法蘭克年代史」當中記載的在法蘭克進行援救巴塞隆納（剛被佔領）的期間被抓到。在蒙特拉圖塞，奧多尼奧的士兵在穆薩的營帳中發現來自法蘭克國王禿頭查理贈送的「禮物」，可能就是為了桑喬與艾梅儂而付的贖金，由此可知他們的被捕獲不晚於859年。

## 註記
1. ↑  The charter, a donation of Galindo Aznárez I to the church of San Pedro Siresa, uses the formula Facta carta era DCCCCV, regnante Carolo rege in Francia, Aldefonso, filio Ordonii, in Gallia Comata, Garsea Enneconis in Pampilona ("This charter was made in the Era 905 [AD 867], with Charles reigning in France, Alfonso Ordóñez in Gallia Comata, and García Íñiguez in Pamplona". The exact region implied by the Iberian use of Gallia Comata has been debated, cf. review in Jesús María Alday Otxoa de Olano, "¿Un santo alavés desconocido? San Sancho mártir", Sancho el sabio: Revista de cultura e investigación vasca, 19:189–218. It may have indicated Gascony or instead have encompassed a larger area including the Asturian domains of the western Basque country.) The charter has some suspicious characteristics, but it is not a complete fabrication.
2. ↑  In the Chronicle, read "Emenonem" for "Epulonem".